# Théodelinde de Bavière
Titre
Reine des Lombards
c. 589 – 616
Théodelinde de Bavière, née vers 570, morte le 22 janvier 627, est une princesse bavaroise, épouse des rois des Lombards Authari puis Agilulf, et mère du roi Adaloald.

## Biographie
Théodelinde est la fille du duc Garibald Ier de Bavière et de la princesse lombarde Vuldetrade, fille du roi Waccho. Elle a au moins un frère, Gundoald. Elle aurait une sœur qui a épousé Évin (ou Ewin), duc lombard de Trente.
Promise au roi franc mérovingien Childebert, elle l'épouse mais Brunehaut, la mère de Childebert, fait annuler ce mariage en 585. Elle épousera en deuxièmes noces Authari, roi des Lombards, qui mourra prématurément en septembre 590.
Selon la coutume lombarde, la reine doit épouser le successeur de son défunt époux et c'est ainsi qu'elle épouse Agilulf, duc de Turin, acclamé roi à Milan en mai 591. De religion catholique, alors que son époux est arien, elle a une grande influence sur Agilulf et lui conseille de traiter avec Rome, de faire la paix avec l'Église et la Papauté dirigé par Grégoire le Grand (598). Agilulf finit par se convertir au catholicisme et fait baptiser son jeune fils Adaloald en 603.
De nouveau veuve en 616, elle assume la régence pour Adaloald. Par l'intermédiaire de Saint Céran (?-625), évêque de Paris, elle entretint des rapports avec le pape Adeodat Ier.
Elle meurt à Monza le 22 janvier 627. Elle est inhumée dans la ville dans la basilique qu'elle a fondée.

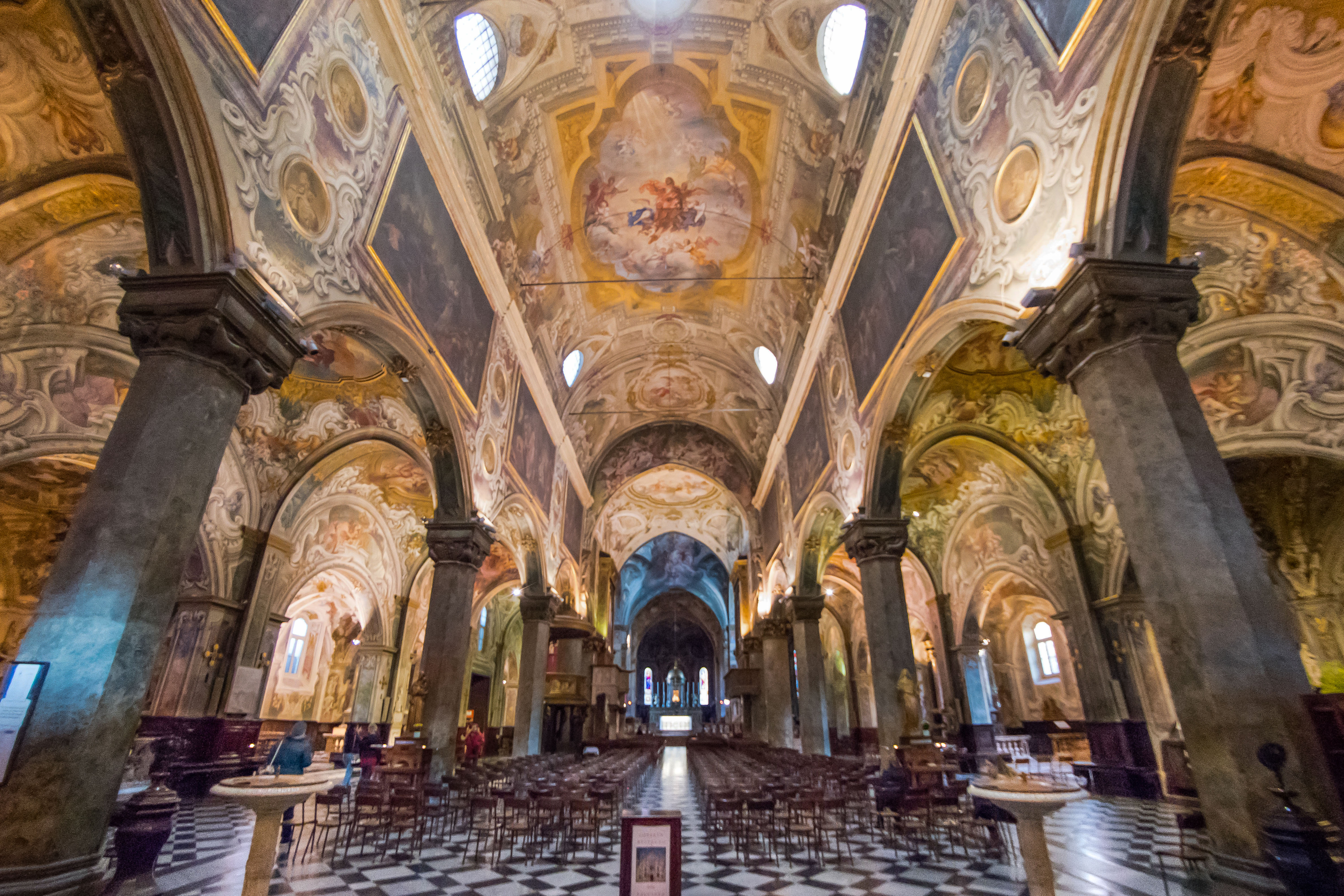
Théodelinde fonde la basilique
1697 par Sebastiano Ricci
Dôme de Monza.

Sa fille, Gondeberge, épouse d'abord Arioald qui prendra le trône du roi des Lombards en 626, puis selon la tradition lombarde, le duc de Brescia, Rothari, roi des Lombards dont le règne débute en 636.
Théodelinde est à l'origine de l'actuelle basilique Saint-Jean-Baptiste de Monza (Lombardie), siège d'un palais royal lombard. Elle est plus tard canonisée.
C'est en son honneur et pour rendre hommage à son pays d'accueil et à son beau-père, le roi Maximilien Ier de Bavière que le prince Eugène, duc de Leuchtenberg nomma son plus jeune enfant Théodelinde en 1817.

## Représentations
La Chapelle de la reine Théodelinde, (en italien, Cappella della Regina Teodolinda), est une chapelle située à gauche de l'abside centrale dans la cathédrale de Monza.
Elle est décorée d'un cycle de fresques attribuée aux Zavattari, une famille d'artistes italiens du quattrocento, ayant tenu un atelier à Milan. Ces fresques constituent le plus grand exemple de cycle de peinture du style gothique international tardif Lombard. Les fresques relatent des épisodes de la Historia Langobardorum de Paolo Diacono et d'une légende médiévale de Bonincontro Morigia, chroniqueur monzese du Trecento. Ces fresques sont composées de 45 scènes divisées en 5 panneaux superposés, avec la représentation de 800 personnages pour un total d'environ 500 m2 qui raconte la vie de Théodelinde.

## Œuvres d'art qui lui sont liées
Le trésor du Dôme de Monza conserve un encolpion en cristal de roche offert par Saint-Grégoire à la reine. Il est recouvert d'une feuille d'or sur laquelle est niellée une image du Christ en Croix.

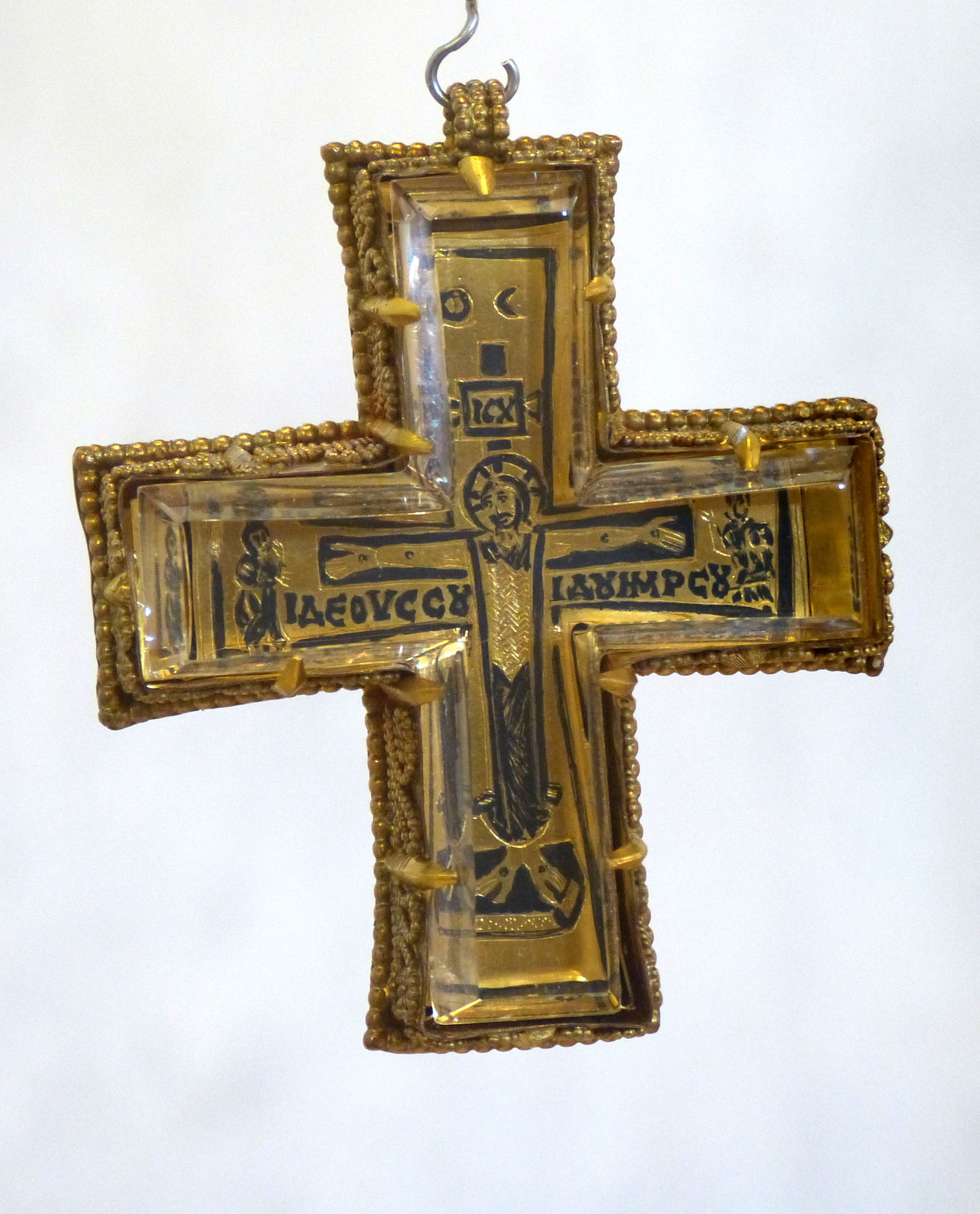
La Croix de Grégoire, encolpion offert à la reine Théodelinde pour son fils par le pape Grégoire le Grand.

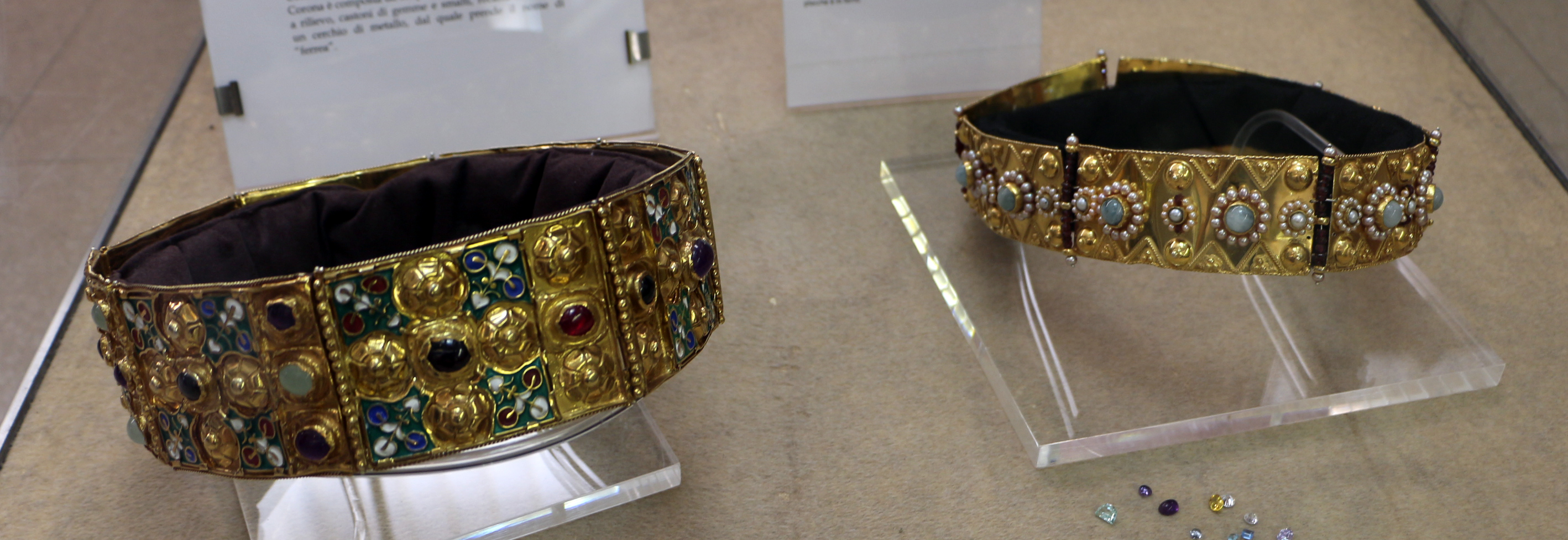
Reproduction de la couronne de la reine Théodelinde (à droite).